# نیک گارسیا
نیک گارسیا (انگلیسی: Nick Garcia؛ زادهٔ ۹ آوریل ۱۹۷۹) یک بازیکن فوتبال اهل ایالات متحده آمریکا است.
وی همچنین در تیم ملی فوتبال ایالات متحده آمریکا بازی کرده است.